# Chemilli
Chemilli és un municipi francès situat al departament de l'Orne i a la regió de Normandia. L'any 2007 tenia 241 habitants.

## Demografia

### Població
El 2007 la població de fet de Chemilli era de 241 persones. Hi havia 92 famílies de les quals 20 eren unipersonals (4 homes vivint sols i 16 dones vivint soles), 32 parelles sense fills, 36 parelles amb fills i 4 famílies monoparentals amb fills.
La població ha evolucionat segons el següent gràfic:
Habitants censats

### Habitatges
El 2007 hi havia 132 habitatges, 93 eren l'habitatge principal de la família, 27 eren segones residències i 12 estaven desocupats. 130 eren cases i 1 era un apartament. Dels 93 habitatges principals, 79 estaven ocupats pels seus propietaris, 13 estaven llogats i ocupats pels llogaters i 1 estava cedit a títol gratuït; 5 tenien dues cambres, 17 en tenien tres, 30 en tenien quatre i 41 en tenien cinc o més. 62 habitatges disposaven pel capbaix d'una plaça de pàrquing. A 42 habitatges hi havia un automòbil i a 46 n'hi havia dos o més.

### Piràmide de població
La piràmide de població per edats i sexe el 2009 era:
| Homes | Edats   | Dones |
| ----- | ------- | ----- |
| 0     | 95 o +  | 0     |
| 0     | 90 a 94 | 0     |
| 4     | 85 a 89 | 0     |
| 0     | 80 a 84 | 0     |
| 0     | 75 a 79 | 8     |
| 4     | 70 a 74 | 0     |
| 8     | 65 a 69 | 8     |
| 4     | 60 a 64 | 0     |
| 4     | 55 a 59 | 12    |
| 12    | 50 a 54 | 20    |
| 8     | 45 a 49 | 4     |
| 16    | 40 a 44 | 12    |
| 12    | 35 a 39 | 20    |
| 0     | 30 a 34 | 0     |
| 4     | 25 a 29 | 0     |
| 4     | 20 a 24 | 12    |
| 20    | 15 a 19 | 28    |
| 4     | 10 a 14 | 8     |
| 8     | 5 a 9   | 4     |
| 4     | 0 a 4   | 4     |

## Economia
El 2007 la població en edat de treballar era de 157 persones, 125 eren actives i 32 eren inactives. De les 125 persones actives 116 estaven ocupades (60 homes i 56 dones) i 9 estaven aturades (3 homes i 6 dones). De les 32 persones inactives 19 estaven jubilades, 5 estaven estudiant i 8 estaven classificades com a «altres inactius».

### Ingressos
El 2009 a Chemilli hi havia 97 unitats fiscals que integraven 225 persones, la mediana anual d'ingressos fiscals per persona era de 17.524 €.

### Activitats econòmiques
Dels 13 establiments que hi havia el 2007, 3 eren d'empreses de construcció, 3 d'empreses de comerç i reparació d'automòbils, 2 d'empreses de transport, 1 d'una empresa d'hostatgeria i restauració, 3 d'empreses de serveis i 1 d'una empresa classificada com a «altres activitats de serveis».
Dels 3 establiments de servei als particulars que hi havia el 2009, 1 era un guixaire pintor, 1 electricista i 1 restaurant.
L'any 2000 a Chemilli hi havia 15 explotacions agrícoles que ocupaven un total de 891 hectàrees.

## Poblacions més properes
El següent diagrama mostra les poblacions més properes.